# Legamento trasverso superiore della scapola
Il legamento trasverso superiore della scapola è un legamento proprio della scapola che costituisce una sindesmosi della cintura pettorale.
Questo legamento delimita superiormente l'incisura scapolare presente sul margine superiore della scapola delimitando un foro per il passaggio del nervo soprascapolare. L'arteria soprascapolare decorre superiormente, ma talvolta internamente al foro.